# Alegeri legislative în Regatul Unit, 1826
În 1826, la alegerile generale din Marea Britanie, Partidul Tories sub conducerea lui Earl din Liverpool a câștigat o majoritate substanțială și a crescut peste Partidul Whigs. În Irlanda, candidații Home Rule care lucrează cu Liberal-conservatori, au câștiguri mari din partea candidaților Partidului Unionist.
Al șaptelea Parlament al Marii Britanii a fost dizolvat la 2 iunie 1826. Noul Parlament a fost convocat pentru a răspunde la 25 iulie 1826, pentru un termen de maxim șapte ani de la data respectivă.Termenul maxim a fost redus de către monarhul dizolvării Parlamentului, înainte de expirarea mandatului său.

## Situația politică
Liderul Conservator a fost Earl de Liverpool, care a fost prim-ministru de la asasinarea predecesorului său în 1812. Liverpool a condus partidul său la trei alegerile generale victorioase înainte de 1826. 
Liderul conservator al Camerei Comunelor înainte de 1822, când s-a sinucis,a fost Robert Stewart. El a cunoscut titlul de viconte de Castlereagh, până când a moștenit aristocrația tatălui său irlandez și a devenit al doilea marchiz Londonderry în 1821. Londonderry a fost înlocuit ca lider de George Canning, care a rămas lider al Camerei Comunelor în 1826. 
Partidul Whig a continuat să sufere din cauza conducerii slabe, în special în Camera Comunelor.
În anul 1824 Earl Grey a renunțat la conducerea formală Whig în Lorzilor, deși el a rămas cel mai proeminent membru Whig. Grey a cerut prietenilor săi să se uite la conducerea marchizului de Lansdowne, care efectuata funcții de lider. La momentul alegerilor generale, Grey a fost încă figura de frunte printre colegii liberali. A fost ca și cum el a fost invitat să formeze un guvern,să aducă Liber-conservatorii la putere.
Lider al opoziției în Camera Comunelor,la alegerile generale precedente,George Tierney, a declarat nerespectarea dreptului la conducere la 23 ianuarie 1821. Nici un nou lider Whig n-a apărut pe parcursul Parlamentului. Au fost evoluții semnificative în politica irlandeză de la alegerile generale din 1820. În timp ce catolicii din Irlanda, care au semnat calificarea obișnuită a bunurilor,au fost autorizați să voteze chiar înainte de Uniune, ei încă nu erau eligibili să stea în Parlamentul Regatului Unit. Dreptul catolicilor de a servi în Parlament a fost cunoscut ca o măsură de emancipare catolică. În 1823, Daniel O'Connell a început o campanie pentru abrogarea Actul de Uniune, și a luat Emanciparea Catolică ca un apel de unire, de instituire a Asociației Catolice.
Din 1826, Asociația Catolică a început să sprijine pro-emanciparea candidaților la alegeri. Asociația a folosit banii și forța de muncă să facă campanie ca și candidații să fie aleși în Parlament, să facă presiuni asupra guvernului pentru a trece din cadrul emanciparii catolice.

## Datele alegerilor
În această perioadă, n-a fost nici o zi a alegerilor. După ce a primit înscrisul Curții Regale pentru alegerea ce urma să aibă loc, ofițerul local a fixat orarul alegerilor pentru circumscripție sau circumscripțiile particulare de care era îngrijorat. Locurile de votare cu alegeri contestate ar putea continua pentru mai multe zile.
Alegerile generale au avut loc între primul concurs din 7 Iunie și ultimul concurs din 12 iulie 1826.

## Sumarul circumscriptiilor
În 1821, târgul de Grampound în Cornwall a fost îndepărtat pentru corupție. Cele două locuri au fost transferate în județul Yorkshire, care de la aceste alegeri generale a devenit o circumscripție de patru locuri.
Monmouthshire (1 circumscripția județului cu 2 parlamentari și un singur membru circumscripție Borough) este inclusă în Țara Galilor în aceste tabele. Sursele pentru această perioadă poate include județ în Anglia.